# Erfurter Malzwerke
Die Erfurter Malzwerke sind ein traditionsreiches, seit 1990 als GmbH geführtes Unternehmen in Erfurt, deren Anfänge bis 1864 zurückgehen. Es ist seit 1992 im Besitz der Getreide AG, Hamburg.

## Bedeutung
Das Unternehmen gehört zu den wichtigsten Lieferanten vor allem deutscher Brauereien. Die Gesamtproduktionskapazität der Erfurter Malzwerke GmbH am Standort Erfurt beträgt seit 2010 ca. 120.000 Tonnen Malz (2008: 80.000 Tonnen) pro Jahr. Seit 1996 wird das Unternehmen regelmäßig nach der ISO 9001, HACCP und seit 2013 nach ISO 50001 zertifiziert.
Die seit 2000 nicht mehr produzierende Mälzerei in der Thälmannstraße ist als ein städtebaulich bedeutendes
Ensemble der Industriearchitektur als Kulturdenkmal ausgewiesen und wurde 2012 verkauft.
Seit 2013 vermarktet die Erfurter Malzwerke GmbH auch das im Schwesterunternehmen Hanse-Malz GmbH in Hamburg (mit einem Mälzereiturm) produzierte Malz, seit 2017 ist das Schwesterunternehmen in Hamburg auf die Erfurter Malzwerke GmbH verschmolzen und wird als zweiter Standort geführt. Seit 2013 wird der internationale Absatzmarkt stetig ausgebaut, zu den Kunden zählen verschiedenste Brauereien auf dem europäischen, asiatischen, afrikanischen und südamerikanischen Kontinent.

## Geschichte

### Gründung der J. G. Wolff & Söhne
1864 gründete der Seifensiedermeister Johann Georg Wolff (1806–1888) in Erfurt einen Getreidegroßhandel, den er unter der Firma J. G. Wolff & Söhne mit seinen Söhnen Ernst Friedrich (Fritz) und Hermann betrieb. 1869 pachteten sie eine kleine Mälzerei. 
Wenige Jahre später wurde ein eigener Neubau in der Straße Am Johannistor (ehemals Am Kochlöffel) gebaut, in dem 1873 bereits 3.000 Tonnen Malz produziert wurden. 
Nach bereits drei Jahren wurde der bestehende Neubau erweitert und die Kapazität auf 6.000 t verdoppelt.

### Neubau in der ehemaligen Moltkestraße, Teilung zwischen Fritz und Hermann

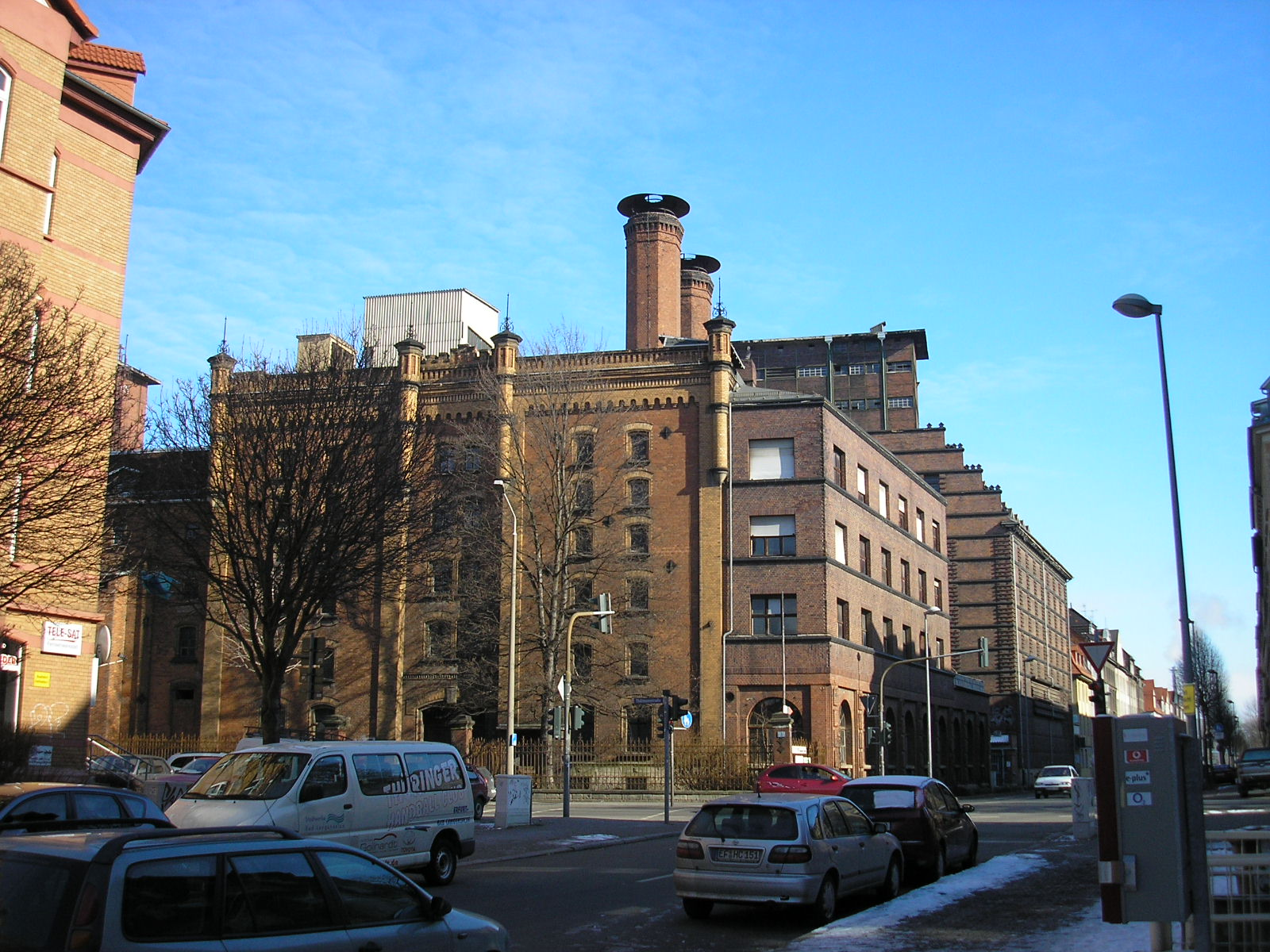
Die ehemalige Mälzerei in der heutigen Thälmannstraße (2008)

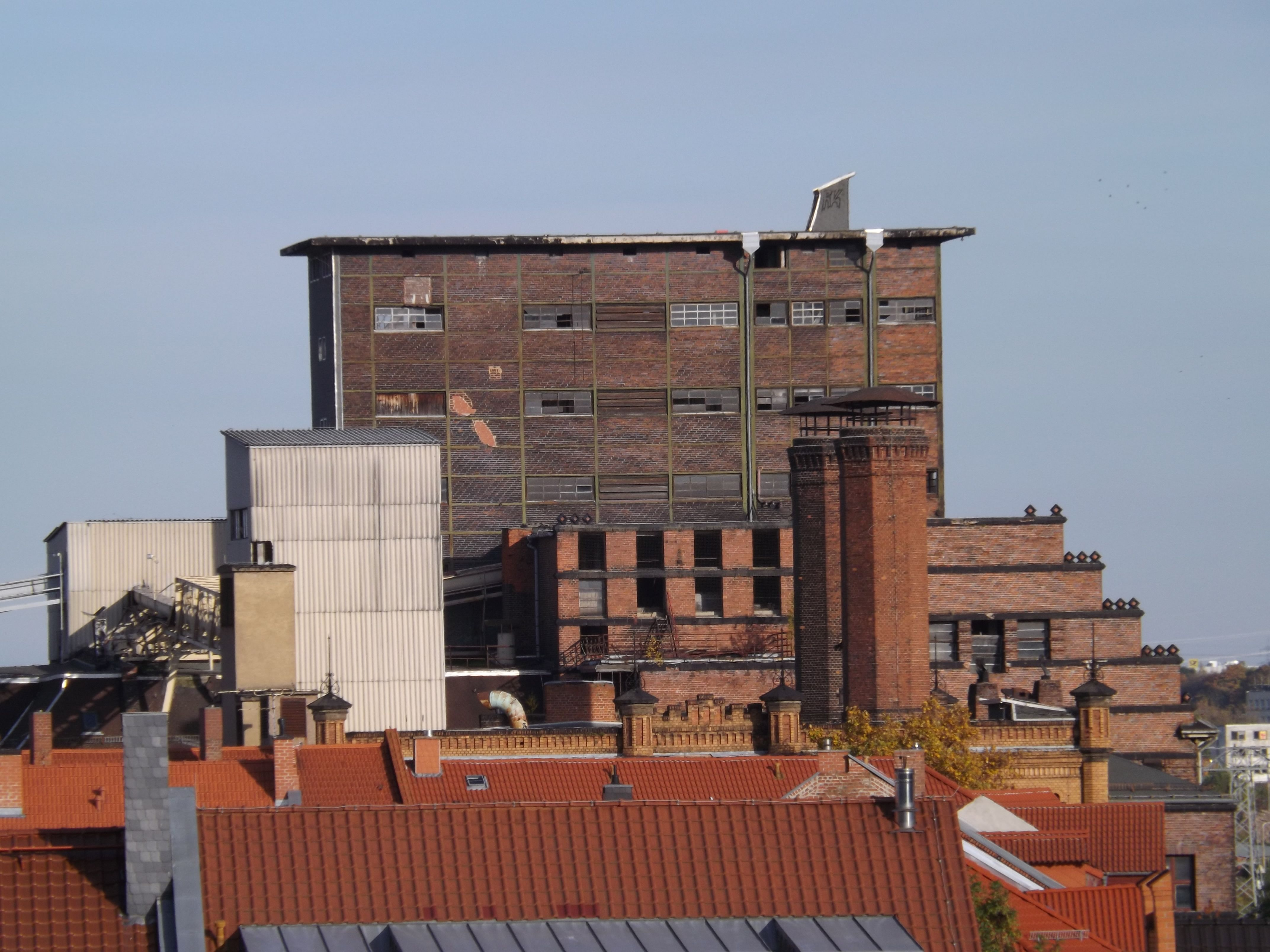
Ansicht der Gebäude von Westen (2013)

Nachdem 1882 mit der Mälzerei J. Eisenberg & Etgersleben in der Roststraße in Nähe des Erfurter Nordbahnhofs ein Konkurrenzunternehmen entstanden war, bauten 1885 Wolff & Söhne ebenfalls einen neuen Standort auf. In der damals noch unbebauten Moltkestraße (heute Thälmannstraße), Ecke Iderhoffstraße  ließen sie einen ersten Gebäudekomplexes der Mälzerei (Tennen- und Darrhaus) errichten.
1887 kam es zur Teilung des Unternehmens zwischen den Brüdern. Fritz übernahm den neuen Standort Moltkestraße unter der Firma Fritz Wolff Malzwerke Erfurt. 1907–1911 war Fritz Wolff Vorsitzender der IHK Erfurt und danach Ehrenpräsident. Zudem wurde er zum Geheimen Kommerzienrat ernannt.

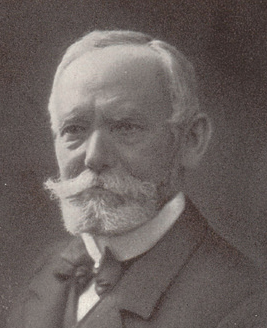
Fritz Wolff (1839–1928)

In den 1930er Jahren erfolgte eine große Erweiterung im Stil des Expressionismus durch den Erfurter Architekten Georg Bierbaum. 1940 zählte Malzwolff, wie die Fabrik in Erfurt genannt wurde, zu einer der bedeutendsten Malzfabriken Deutschlands mit einer jährlichen Gesamtproduktion von über 300.000 Zentnern. Die ursprüngliche Tennenmälzerei, die große Lagerflächen und enorme körperlich schwere Arbeit erforderten, konnte später durch die verbesserte Transporttechnologie (Ketten- und Schneckenförderer), den Bau von Siloanlagen mit Getreide-Nachtrocknung und durch den Umbau der Darren modernisiert werden.

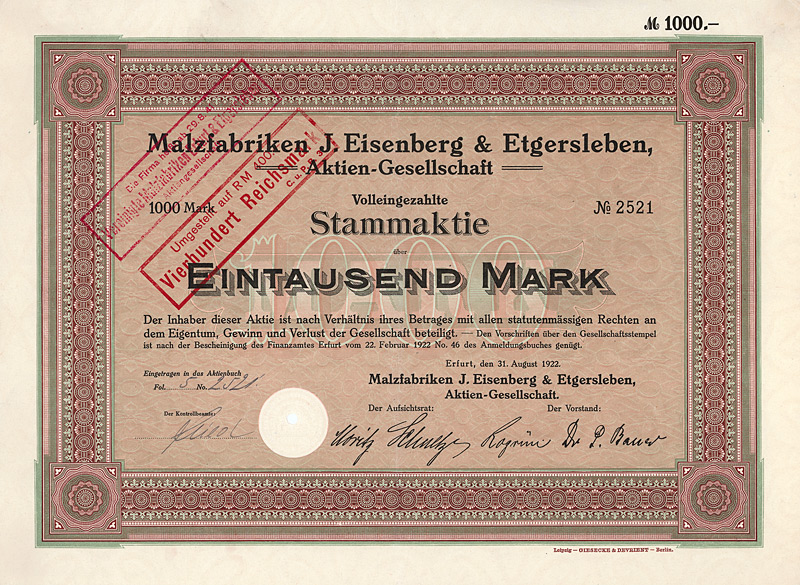
Aktie über 1000 Mark der Malzfabriken J. Eisenberg & Etgersleben AG vom 31. August 1922

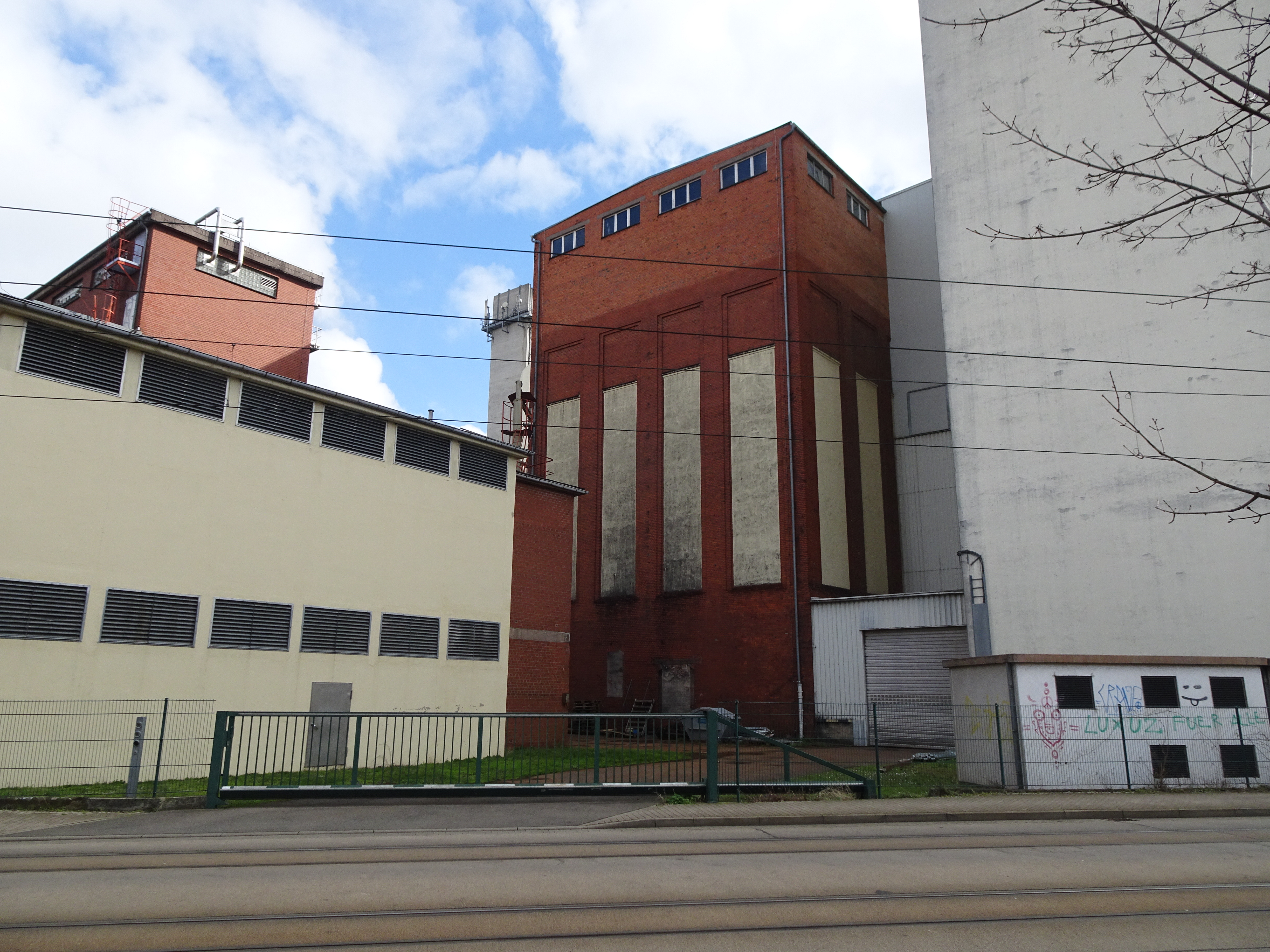
Die Erfurter Malzwerke in der Roststraße (2020)

Hermann Wolff betrieb den Standort Am Kochlöffel mit weniger Erfolg weiter. Nach dem Ersten Weltkrieg wurde das Unternehmen Hermann Wolff & Söhne 1921 durch die Malzfabrik Langensalza AG übernommen und firmierte danach als Aktien-Malzfabrik Langensalza und Hermann Wolff & Söhne. 1928 erwarb es für 2,4 Mio. RM mit Krediten die Aktienmehrheit des lokalen, seit 1918 in eine Aktiengesellschaft gewandelten Erfurter Konkurrenten Malzfabriken J. Eisenberg & Etgersleben AG in der Roststraße von der Commerzbank und dem Bankhaus A. E. Wassermann. Durch die Weltwirtschaftskrise kam das Unternehmen jedoch in Schwierigkeiten. 1932 wurden diese Aktien den beiden Banken gegen Forderungsverzicht zurück übertragen, außerdem mussten den Banken noch 1,2 Mio. RM „Abfindung“ gezahlt werden.

### 1945 Verstaatlichung
1945 wurden die Erfurter Malzbetriebe enteignet, verstaatlicht und unter dem Namen VEB Erfurter Malzwerke weiterbetrieben. Der Standort Roststraße (ehem. J. Eisenberg & Etgersleben AG) wurde Mitte der 1960er Jahre durch den Bau eines modernen Gersten- und Malzsilos sowie eines Produktionsgebäudes (Weichhaus und Keimkästenanlage) modernisiert, während am Standort Thälmannstraße die Maschinen der dreißiger Jahre – nach teilweisem Umbau auf Elektromotorantrieb – zum großen Teil bis zur Stilllegung der Betriebsstätte im Jahre 2000 noch in Benutzung blieben.

### 1991 Reprivatisierung und Modernisierung
1991 erfolgte die Reprivatisierung und 1993 die Übernahme durch die Getreide AG (Hamburg). Der ursprüngliche Standort Am Johannestor (ehem. Am Kochlöffel) wurde endgültig aufgegeben und die Gebäude abgerissen. Alle Investitionen konzentrierten sich auf die Betriebsstätte in Erfurt Nord (ehemals Roststraße), um sie zu einer hochmodernen Mälzerei umzurüsten. In diesem Zusammenhang wurden bereits 1994 über 8 Mio. Euro investiert. Das Kernstück dieser Investition ist eine Zweihordenhochleistungsdarre. Das Darrgebäude wurde in Skelettbauweise mit einer Edelstahl-Innenverkleidung ausgeführt. Durch den Einsatz von Außenisolierung und Glasrohr-Wärmeaustauscher verringerte sich der Energieverbrauch massiv. Eine elektronische Steuerung des Produktionsprozesses ermöglicht die automatische Be- und Entladung bei geringem Energiebedarf. Im Jahr 2000 erfolgte für weitere 8 Mio. Euro die geplante Erweiterung des Malzwerkes mit dem Bau eines Weich-, Keim- und Darrturmes. Die entstandene Turmmälzerei ist in Kompaktbauweise errichtet und für eine Charge von 240 Tonnen Braugerste ausgelegt. Der gesamte Produktionsprozess wird durch ein computergestütztes Kontroll- und Steuerungssystem überwacht. Auf der obersten Etage des Malzturmes befinden sich vier Konusweichen aus Edelstahl – welche über einen Elevator die sortierte und gereinigte Braugerste zugeführt bekommen. Drei Keimeinheiten mit jeweils 23 Metern im Durchmesser sind in den darunter liegenden Etagen des Turmes angeordnet. In der untersten Etage befindet sich eine Einhorden-Darre. Nach dem Darren gelangt das fertig getrocknete Malz zum Malzsilo, wo es eingelagert und später für den Versand zum Kunden vorbereitet wird. Seit dem Januar 2001 läuft die Turmmälzerei erfolgreich mit voller Produktion. Das Unternehmen hat mit der Turmmälzerei den Grundstein für eine erfolgreiche Positionierung im hart umkämpften Mälzereimarkt gelegt und verfügt somit über eine Hightech-Produktionsanlage, welche bezüglich Produktionsqualität, Hygienestandards, Energieverbrauch und Personaleinsatz den internationalen Standard entspricht. 2008 wurde am Standort eine weitere Turmmälzerei, Keim- und Darrturm, für ca. 15 Millionen Euro errichtet, welche im 4. Quartal 2009 in den Probebetrieb ging.